# Helena Maragall i Noble
Helena Maragall i Noble (Barcelona, 18 de maig de 1893 - íd., 14 de març de 1988) fou una litògrafa i gravadora catalana.
Filla gran de Joan Maragall i Clara Noble, va aprendre la tècnica xilògrafica amb el gravador Crespo, deixeble del gravador terrassenc Ramon Ribas, i fou testimoni de la transició del gravat vuitcentista a la nova escola noucentista de la xilografia. Es va dedicar al gravat en boix i es pot dir que va ser per la seva labor que una tècnica ja gairebé inexistent a principis del segle passat, a cauda de l’aparició del fotogravat, va poder viure un notable ressorgiment.

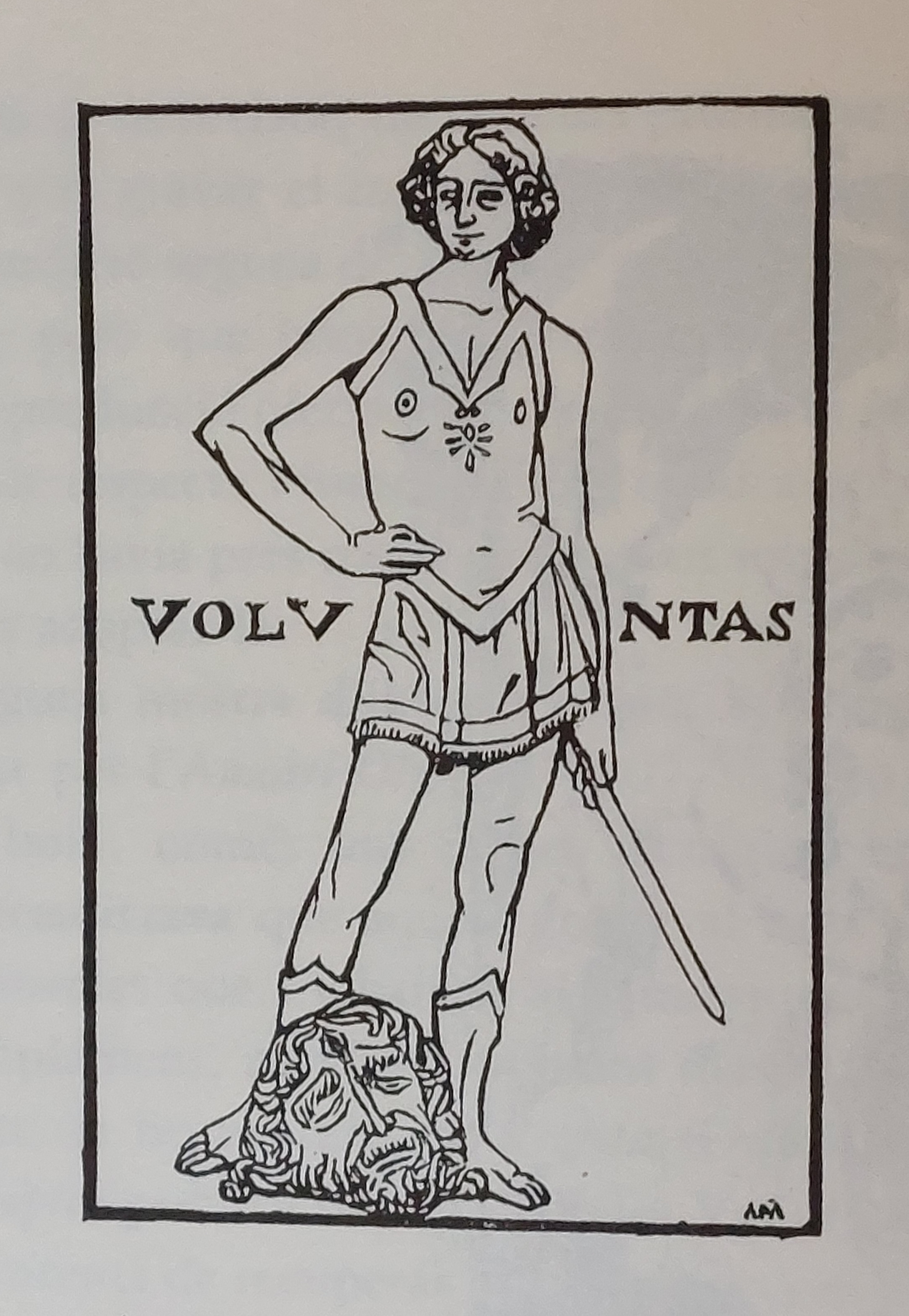
David, gravat per al Glossari d'Eugeni d'Ors

El seu primer gravat publicat, tot i que no signat, és una caricatura d'Eugeni d’Ors que figura en una primera edició del seu Glossari i data de finals de 1906 o començaments de 1907. Tampoc va fer aparèixer el seu nom en altres gravats que va publicar, fets a partir de dibuixos d'altri, sovint de Feliu Elias. Però també va treballar en moltes il·lustracions per a l’obra poètica del seu pare, com els gravats per a «El pi d’Estrac» o «La fageda d’en Jordà», que semblen preparatoris d'una edició de Seqüències. També treballà per a una edició d’«El comte Arnau», amb gravats inspirats en miniatures del romànic, que no s'arribà a publicar mai.

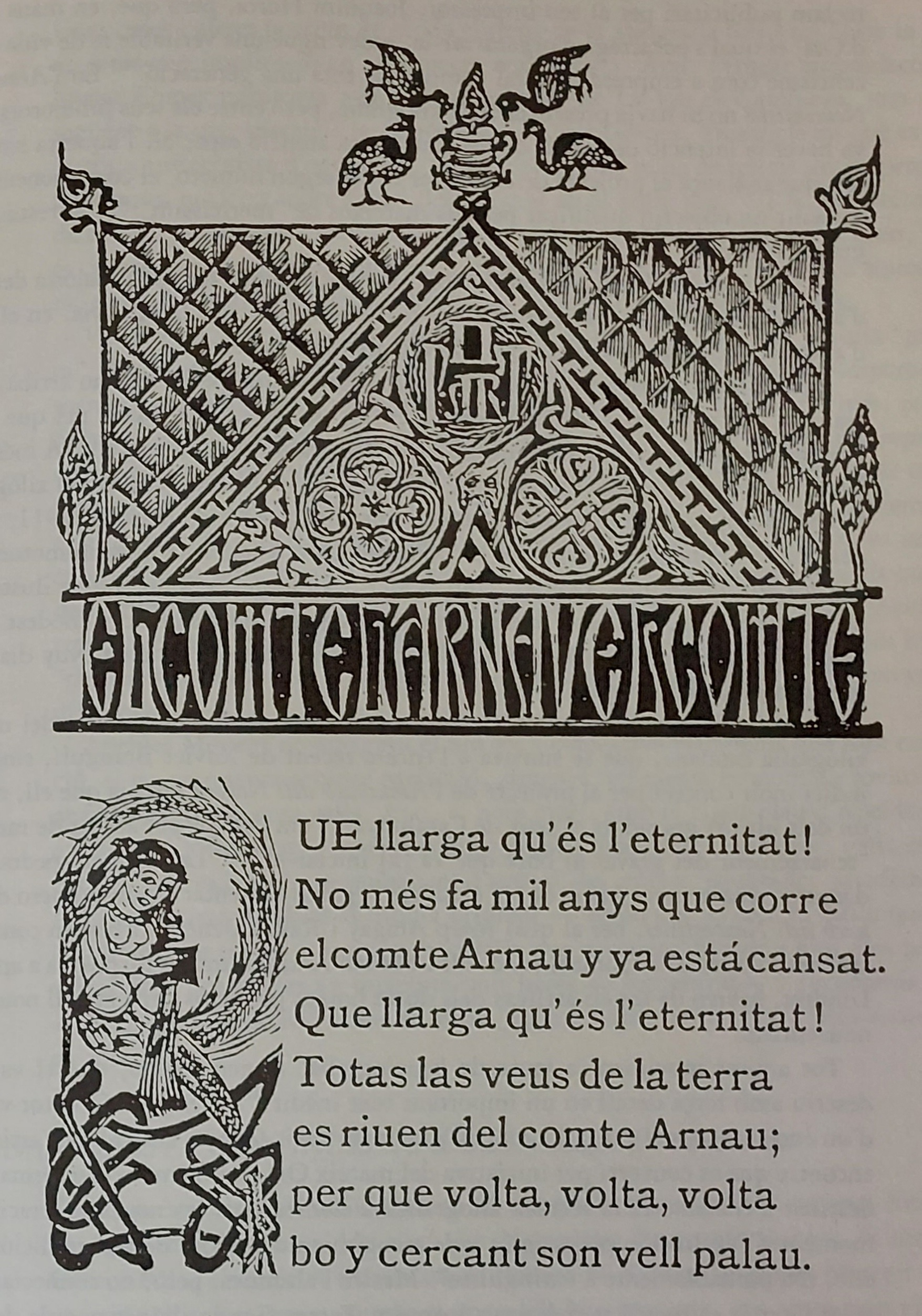
Xilografia per a El comte Arnau, de Joan Maragall

Quan va morir el seu pare, ho deixà tot per ajudar la seva mare, Clara Noble, a aplegar i endreçar els materials editats i els manuscrits per a les obres completes de Joan Maragall, que es publicarien l’any següent. I després, durant la resta de la vida, treballà a la Sala Parés, la galeria d'art que portava el seu germà Joan-Anton.

## Família
És germana d'Ernest Maragall i Noble, Jordi Maragall i Noble i Joan-Anton Maragall i Noble. I tia de Pasqual Maragall, 127è President de la Generalitat de Catalunya, Ernest Maragall i Mira, Pau Malvido, Jordi Maragall i Mira, Joan-Anton Maragall i Garriga i Julio Maragall, així com bestia de Cristina Maragall i contia de Diana Garrigosa.